# Alfarería en la provincia de Barcelona
La alfarería en la provincia de Barcelona (España), con precedentes arqueológicos datados con anterioridad a la romanización, cataloga la presencia de los “terrisers” y “ceramistas” de basto activos hasta finales del siglo xx. Diversas instituciones catalanas y nacionales conservan restos de material arqueológico
de cerámica hallada en la provincia y a partir del siglo xviii se documenta actividad alfarera en el Catastro de Ensenada (1752) y en las Memorias políticas y económicas de Eugenio Larruga (1792), así como en el siglo xix en el Diccionario geográfico-estadístico-histórico (1846-1850) de Pascual Madoz.

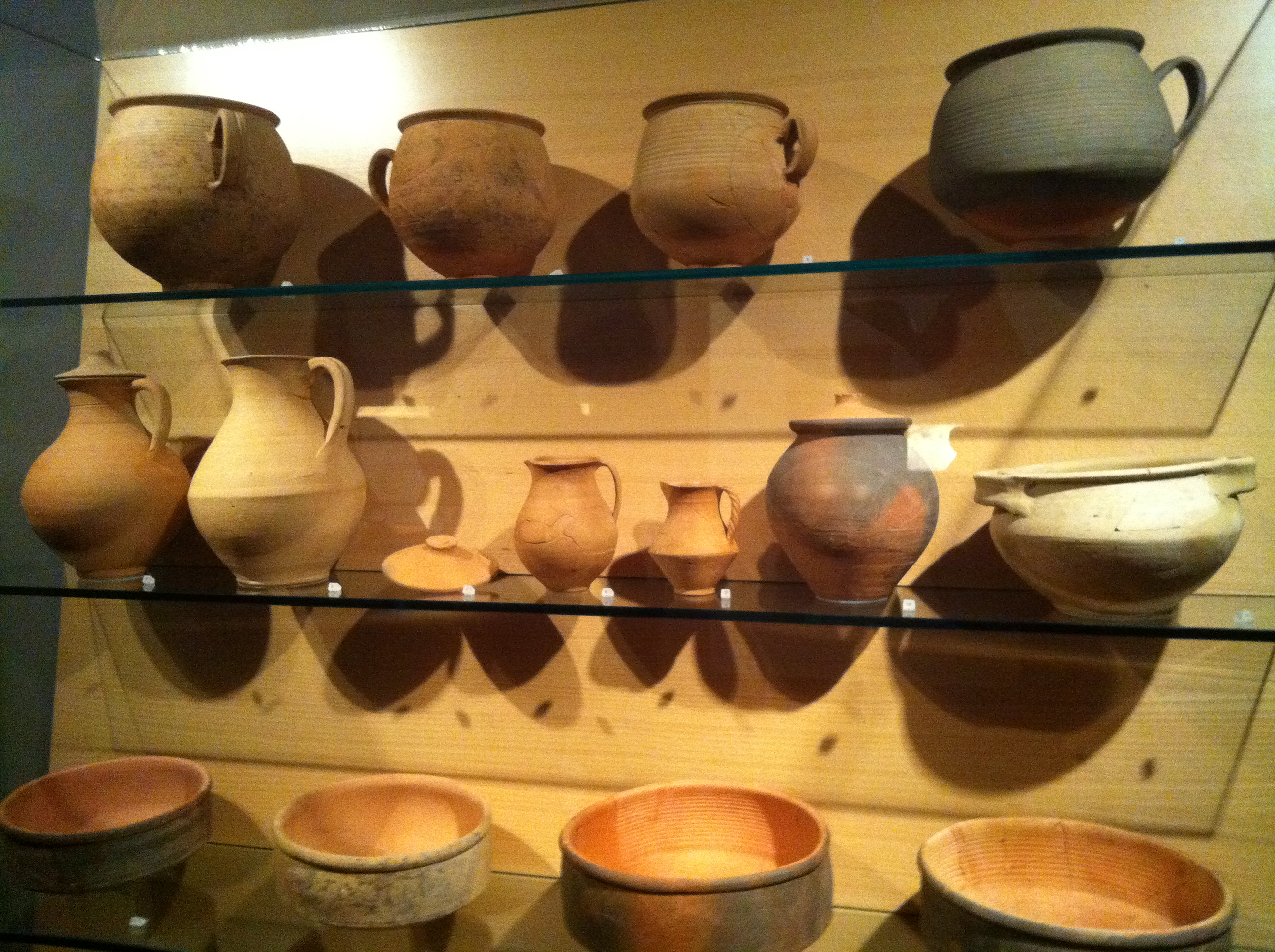
Vasijas en el MUHBA

## Focos alfareros
Además de los restos de primitivos alfares establecidos en la capital de la provincia asociados al capítulo de excavaciones, las guías alfareras destacan los centros de producción en Cardedeu, Esparraguera, Piera, Rubí, San Julián de Vilatorta, San Feliú de Llobregat, San Sadurní de Noya y la capital como antiguos alfares de mayor tradición.

### Cardedeu
Anota la historiadora Natacha Seseña que en esta localidad del Vallés Oriental se fabricó alfarería vidriada para el fuego hasta la década de 1980.

### Esparraguera
Fue foco importante por su popular producción de botijería y elementos cerámicos para la construcción (como el “cairó de cup”), Esparraguera tuvo activos hornos tradicionales de cuatro pisos hasta la década de 1940.
Su legado se conserva y exhibe en el museo municipal. 

### Piera
Aun activo en el comienzo del siglo xxi, el foco de Piera tuvo reconocimiento por su original “cántir jaspí”, «con chorreaduras de óxidos verdes, amarillos y negros sobre el vidriado rojo».

### Rubí
Ayuntamiento casi absorbido por la expansión de la capital de la provincia, ha visto evolucionar su tradicional alfarería de basto hacia formas de distribución turística.

### San Julián de Vilatorta

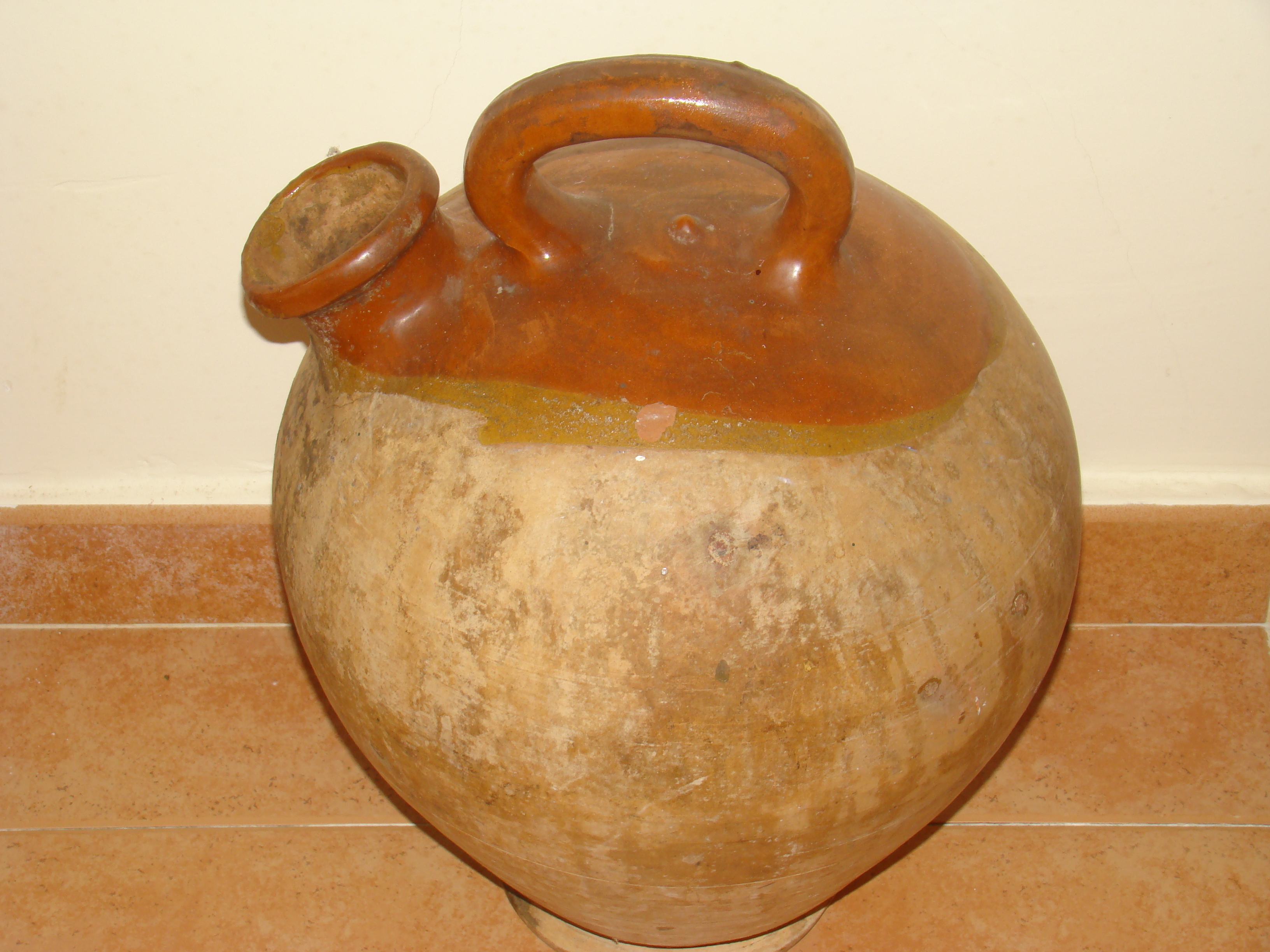
“Cantir per oli” (cantarilla para aceite)

Centro alfarero importante en la comarca de Osona, productor de los populares “fogons” (hornillitos calientacamas) y de pequeñas orzas meleras.

### Alfares desaparecidos
Diversos etnógrafos especialistas datan la década de 1980 como capítulo final en la actividad alfarera en la localidad de San Feliu de Llobregat; como también ocurriera en ese último tercio del siglo xx en Arenys de Mar, Berga, Caldas de Montbui, Capellades,  Granollers, Martorell, Mataró, Malgrat, Manresa,Ordal, Sallent, Vallirana, Villafranca del Panadés o Villanueva y Geltrú, entre otros.

## Continuidad, desarrollo y centros

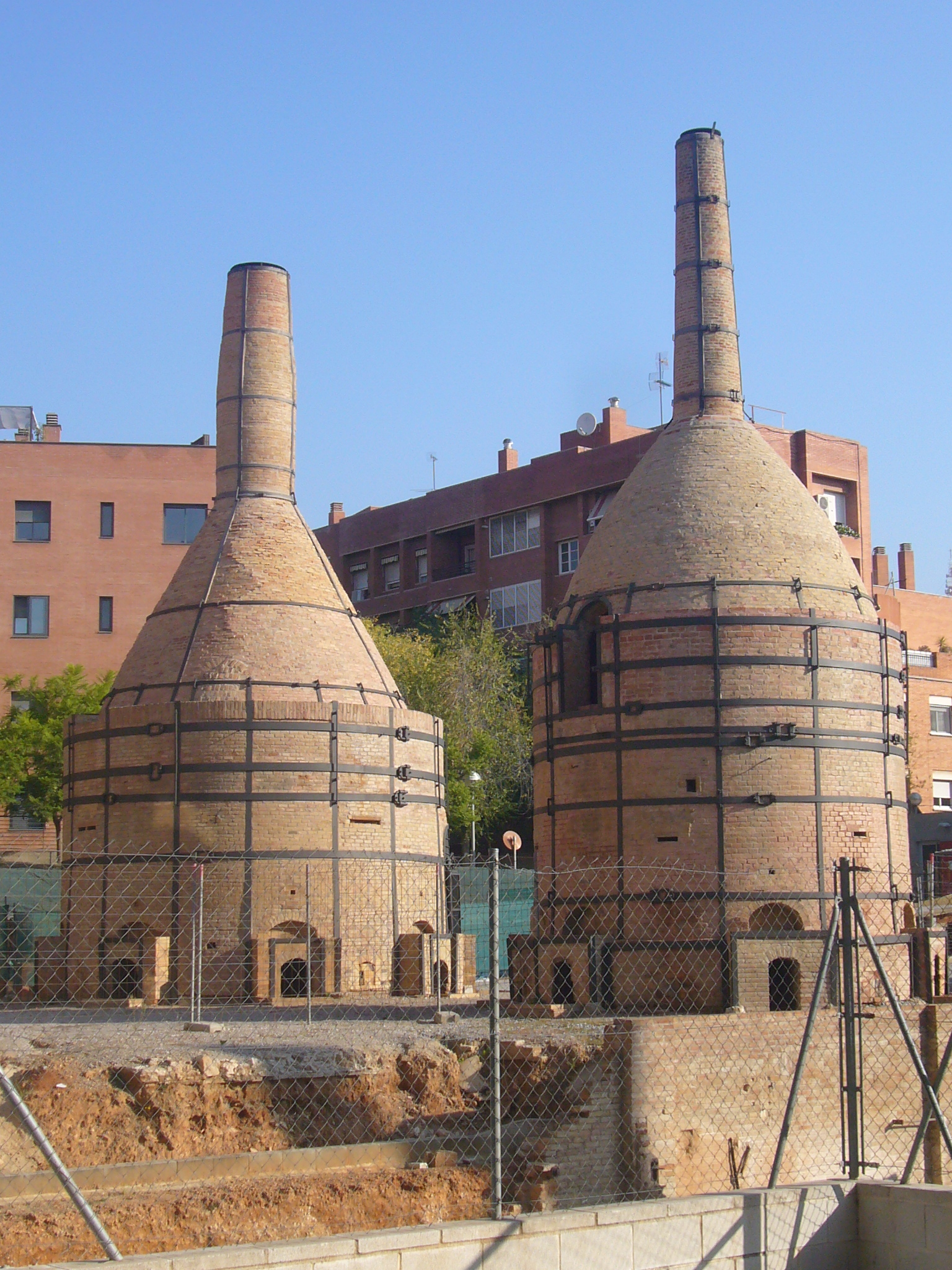
Los hornos de la fábrica Pujol i Bausis en Esplugas de Llobregat, actualmente al descubierto, construidos en 1913-1914 y destinados a la cocción del gres y pasta blanca.

Tanto la producción provincial como ejemplares de todo el territorio español, se exponeen en el Museo del Botijo de Argentona (Museu del Càntir d'Argentona en catalán), fundado en 1975.
Aunque más dedicado a la loza fina y la azulejería, también cuenta con fondos de alfarería comarcal el Museo Municipal Vicenç Ros de Martorell (Bajo Llobregat) inaugurado en 1945 e instalado en el antiguo convento de los capuchinos, del siglo XVII, en esa localidad. Otro espacio básico para la historia de la azulejería catalana es el Museo Can Tinturé en Esplugas de Llobregat. También desde 2002 y en esa misma localidad, y como enclave social e industrial importante de la cultura cerámica barcelonesa se conservan reformadas como espacio museístico diversas instalaciones de la antigua Fábrica Pujol i Bausis, conjunto conocido como Museu de Ceràmica “La Rajoleta”.